# Umetnostno drsanje na Poletnih olimpijskih igrah 1908
Umetnostno drsanje na Poletnih olimpijskih igrah 1908.
| Tekma              | Zlato                          | Srebro                              | Bron                       |
| Moški posamično    | Ulrich Salchow                 | Richard Johansson                   | Per Thorén                 |
| Moški posebni liki | Nikolaj Panin                  | Arthur Cumming                      | Geoffrey Hall-Say          |
| Ženske posamično   | Madge Syers                    | Elsa Rendschmidt                    | Dorothy Greenhough-Smith   |
| Pari               | Anna Hübler in Heinrich Burger | Phyllis Johnson in James H. Johnson | Madge Syers in Edgar Syers |